# Academia Internacional de Ciencia Cuántica Molecular
La Academia Internacional de Ciencia Cuántica Molecular es una sociedad académica científica internacional dedicada al conocimiento de las aplicaciones de la teoría cuántica a la química y a la física química. Fue creada en Menton en 1967. Los miembros fundadores fueron Raymond Daudel, Per-Olov Löwdin, Robert G. Parr, John Pople y Bernard Pullman. Su fundación fue apoyada por Louis de Broglie.
Originalmente, la Academia tuvo 25 miembros regulares de menos de 65 años de edad,  pasándose posteriormente a 30 miembros y después a 35. No hay ningún límite en el número de miembros con más de 65 años de edad. Los miembros son "escogidos entre los científicos de todos los países que se hayan distinguido por el valor de su trabajo científico, su función de pionero o director de una escuela en el campo general de la química cuántica, en la aplicación de la mecánica cuántica al estudio de moléculas y macromoléculas". A 2016, constaba de 122 miembros.
La Academia organiza el Congreso Internacional de Química Cuántica cada tres años.
Así mismo, otorga una medalla a un miembro joven de la comunidad científica  que se haya distinguido por una contribución pionera e importante. El premio se ha entregado anualmente desde 1967.

## Presidentes
| Año                 | Miembro        |
| ------------------- | -------------- |
| 1967–1970 1970–1973 | R. Daudel      |
| 1973–1976 1976–1979 | B. Pullman     |
| 1979–1982 1982–1985 | P. O. Löwdin   |
| 1985–1988 1988–1991 | A. Pullman     |
| 1991–1994 1994–1997 | R. G. Parr     |
| 1997–2000           | J. A. Pople    |
| 2000-2003 2003-2006 | K. Morokuma    |
| 2006-2009           | S. Peyerimhoff |
| 2009-2012           | P. Pyykkö      |
| 2012-2015 2015-2018 | J. Michl       |

## Miembros
- Reinhart Ahlrichs
- Ali Alavi
- Millard H. Alexander
- Jean-Marie André
- Evert-Jan Baerends
- Vincenzo Barone
- Rodney J. Bartlett
- Mikhail V. Basilevsky
- Axel D. Becke
- Joel M. Bowman
- Jean-Luc Brédas
- Ria Broer-Braam
- A. David Buckingham
- Petr Cársky
- Emily A. Carter
- Lorenz S. Cederbaum
- David M. Ceperley
- Garnet Kin-Lic Chan
- Jirí Cížek
- David Clary
- Enrico Clementi
- Ernest R. Davidson
- Wolfgang Domcke
- Thom Dunning
- Michel Dupuis
- Odile Eisenstein
- Jiali Gao
- Jürgen Gauss
- Peter Gill
- William A. Goddard, III
- Mark S. Gordon
- Stefan Grimme
- George G. Hall
- Sharon Hammes-Schiffer
- Martin Head-Gordon
- Trygve Helgaker
- Eric J. Heller
- Kimihiko Hirao
- So Hirata
- Roald Hoffmann
- Kendall N. Houk
- Bogumil Jeziorski
- Poul Jørgensen
- William L. Jorgensen
- Joshua Jortner
- Martin Karplus
- Kwang S. Kim
- Wim Klopper
- Ronnie Kosloff
- Georg Kresse
- Anna Krylov
- Werner Kutzelnigg
- Roland Lefebvre
- William A. Lester
- Raphael D. Levine
- Mel Levy
- John C. Light
- Jan Erik Linderberg
- Wenjian Liu
- Jean-Claude Lorquet
- Nancy Makri
- Jean-Paul Malrieu
- David E. Manolopoulos
- Rudolph A. Marcus
- Roy McWeeny
- Benedetta Mennucci
- Wilfried E. Meyer
- Josef Michl
- William H. Miller
- Keiji Morokuma
- Debashis Mukherjee
- Saburo Nagakura
- Shigeru Nagase
- Hiroshi Nakatsuji
- Frank Neese
- Willem C. Nieuwpoort
- Evgueni E. Nikitin
- Jozef Noga
- Marcel Nooijen
- Jeppe Olsen
- Josef Paldus
- Robert G. Parr
- Michele Parrinello
- Ruben Pauncz
- John P. Perdew
- Sigrid D. Peyerimhoff
- Peter Pulay
- Pekka Pyykkö
- Leo Radom
- Krishnan Raghavachari
- Mark A. Ratner
- Julia Rice
- Michael A. Robb
- Clemens C. J. Roothaan
- Ursula Röthlisberger
- Klaus Ruedenberg
- Lionel Salem
- Trond Saue
- Andreas Savin
- Henry F. Schaefer, III
- George C. Schatz
- H. Bernhard Schlegel
- Peter Schwerdtfeger
- Gustavo E. Scuseria
- Sason Shaik
- Zhigang Shuai
- Per E. M. Siegbahn
- John F. Stanton
- Krzysztof Szalewicz
- Seiichiro Ten-no
- Walter Thiel
- Jacopo Tomasi
- Donald G. Truhlar
- John Tully
- Miroslav Urban
- Ad van der Avoird
- Alain Veillard
- Gregory Voth
- Arieh Warshel
- Hans-Joachim Werner
- Weitao Yang
- Rudolf Zahradnik

(Actualizado el 21 de octubre de 2016)

## Miembros fallecidos
- David R. Bates
- S. Francis Boys
- Louis-Victor de Broglie
- Charles A. Coulson
- David P. Craig
- Alexander Dalgarno
- Raymond Daudel
- Alexander S. Davydov
- Michael J. S. Dewar
- Henry Eyring
- Inga Fischer-Hjalmars
- Vladímir Fok
- Ken'ichi Fukui
- Rezsö Gaspar
- Nicholas C. Handy
- Hermann Hartmann
- Edgar Heilbronner
- Walter Heitler
- Gerhard Herzberg
- Joseph O. Hirschfelder
- Erich Hückel
- Friedrich Hund
- Michael Kasha
- Shigeki Kato
- Walter Kohn
- Wlodzimierz Kolos
- Masao Kotani
- Jaroslav Koutecky
- William Lipscomb
- H. Christopher Longuet-Higgins
- Per-Olov Löwdin
- Frederick A. Matsen
- Harden M. McConnell
- Robert S. Mulliken
- Linus Pauling
- John Pople
- Alberte Pullman
- Bernard Pullman
- Björn Olof Roos
- Camille Sandorfy
- Paul von Rague Schleyer
- Eolo Scrocco
- Isaiah Shavitt
- Massimo Simonetta
- John C. Slater
- Au-chin Tang
- Edward Teller
- John Hasbrouck van Vleck
- E. Bright Wilson
- Tom Ziegler

(Actualizado el 21 de octubre de 2016)